# Stomatothrips flavus
Stomatothrips flavus är en insektsart som beskrevs av Ian A. Hood 1912. Stomatothrips flavus ingår i släktet Stomatothrips och familjen rovtripsar. Inga underarter finns listade i Catalogue of Life.